# Top Teams Cup 2004-2005 (maschile)
La Top Teams Cup 2004/2005 è la 33ª edizione del secondo torneo pallavolistico europeo per importanza dopo la Champions League, la 5ª con questa denominazione, ed è stato organizzato come di consueto dalla Confédération Européenne de Volleyball (CEV).
Hanno partecipato a questa edizione 40 squadre provenienti da 28 federazioni diverse.
Il torneo è stato vinto dall'Olympiakos, alla sua seconda affermazione in questa manifestazione (la prima quando ancora era chiamata Coppa delle Coppe).

## Formula
La formula prevede 4 fasi:
- Fase di qualificazione: 32 squadre vengono divise in 8 gironi, disputati con un concentramento in casa di una delle 4 squadre in gare di sola andata;
- Maine phase - fase a gironi: le 8 prime classificate dei gironi più altre 24 ammesse di diritto vengono divise in 4 gironi, disputati in gare di andata e ritorno a sedi alterne;
- Maine phase - quarti di finale: si affrontano in gare incrociate di andata e ritorno le prime 2 di ogni girone della fase precedente;
- Final four: disputata al Stadio della pace e dell'amicizia di Pireo (Grecia), prevede Semifinali, Finale per il 3º e 4º posto e Finale per il 1º e 2º posto, con gare di sola andata.

## Squadre partecipanti

### Suddivisione per federazioni
2 squadre
- Paesi Bassi
- Cipro
- Croazia

- Ungheria
- Portogallo
- Rep. Ceca

- Moldavia
- Bosnia ed Erzegovina
- Romania

- Bielorussia
- Svizzera

1 squadra
- Lussemburgo
- Italia
- Danimarca
- Belgio
- Ucraina

- Lettonia
- Turchia
- Finlandia
- Serbia

- Macedonia del Nord
- Grecia
- Azerbaigian
- Turchia

- Albania
- Slovenia
- Bulgaria
- Spagna

### Squadre ammesse alla fase di qualificazione
- Nesselande
- Strassen
- Anorthosis Famagusta
- Itas Diatec Trentino
- Aalborg HIK
- Par-Ky Menen
- Omniworld Almere
- OK Varaždin
- Kometa Kaposvár
- Vitória Sport Clube
- Dukla Liberec
- Speranta-USM Kishinev
- Jurydyčna akademija
- Poliurs/Biolar Ozolnieki
- Kakanj Kakanj
- Petrom Ploiesti

- GVC Gomel
- Fenerbahçe Istanbul
- Piivolley Salo
- HAOK Mladost
- Chênois Geneve
- Crvena Zvezda Beograd
- VKP Bratislava
- Dinamo Tiraspol
- Rabotnicki Fersped Skopje
- Olympiakos
- Brčko Brčko
- Pafiakos Pafos
- Azerneft Baku
- Ziraat Bankası
- Studenti Tirana
- Technopribor Mogilev

### Squadre ammesse alla Maine Phase
- Concordia MTV Näfels
- Šoštanj Topolsica
- Vegyesz Kazincbarcika
- Castêlo da Maia GC

- VK Kladno
- Marek Union Ivkoni Dupnitza
- Arona Tenerife
- Deltacons Tulcea

## Gironi preliminari

### Sede dei gironi
- Tournament #1: Trento ( Italia)
- Tournament #2: Varaždin ( Croazia)
- Tournament #3: Liberec ( Rep. Ceca)
- Tournament #4: Ploiești ( Romania)

- Tournament #5: Homel' ( Bielorussia)
- Tournament #6: Bratislava ( Slovacchia)
- Tournament #7: Brčko ( Bosnia ed Erzegovina)
- Tournament #8: Tirana ( Albania)

### Risultati
| Tournament #1 |                       |     |                         |
|               |                       |     |                         |
| 22-10         | Rotterdam – Strassen  | 3-0 | 25-15 25-10 25-16       |
| 22-10         | Famagosta – Trento    | 0-3 | 16-25 16-25 14-25       |
| 23-10         | Rotterdam – Famagosta | 3-0 | 25-20 25-15 25-23       |
| 23-10         | Trento – Strassen     | 3-0 | 25-20 25-18 25-21       |
| 24-10         | Strassen – Famagosta  | 0-3 | 17-25 23-25 17-25       |
| 24-10         | Trento – Rotterdam    | 1-3 | 17-25 21-25 25-22 18-25 |

| Tournament #2 |                    |     |                              |
|               |                    |     |                              |
| 22-10         | Aalborg – Almere   | 0-3 | 17-25 20-25 17-25            |
| 22-10         | Varaždin – Menen   | 2-3 | 18-25 25-23 20-25 25-18 6-15 |
| 23-10         | Menen – Almere     | 0-3 | 20-25 23-25 23-25            |
| 23-10         | Varaždin – Aalborg | 3-0 | 27-25 26-24 25-12            |
| 24-10         | Aalborg – Menen    | 0-3 | 17-25 18-25 14-25            |
| 24-10         | Almere – Varaždin  | 3-0 | 25-19 25-22 25-17            |

| Tournament #3 |                     |     |                   |
|               |                     |     |                   |
| 22-10         | Kaposvár – Vitória  | 3-0 | 25-0 25-0 25-0    |
| 22-10         | Liberec – Chișinău  | 3-0 | 25-10 25-14 25-19 |
| 23-10         | Vitória – Chișinău  | 0-3 | 0-25 0-25 0-25    |
| 23-10         | Kaposvár – Liberec  | 0-3 | 24-26 8-25 16-25  |
| 24-10         | Chișinău – Kaposvár | 3-0 | 25-23 25-21 25-15 |
| 24-10         | Liberec – Vitória   | 3-0 | 25-0 25-0 25-0    |

| Tournament #4 |                      |     |                               |
|               |                      |     |                               |
| 22-10         | Charkiv – Ozolnieki  | 3-2 | 20-25 25-23 25-16 21-25 15-11 |
| 22-10         | Kakanj – Ploiesti    | 2-3 | 19-25 33-35 20-25             |
| 23-10         | Kakanj – Charkiv     | 0-3 | 18-25 14-25 24-26             |
| 23-10         | Ozolnieki – Ploiesti | 0-3 | 16-25 18-25 24-26             |
| 24-10         | Ozolnieki – Kakanj   | 3-0 | 27-25 27-25 25-19             |
| 24-10         | Ploiesti – Charkiv   | 3-2 | 15-25 25-22 21-25 25-20 16-14 |

| Tournament #2 |                     |     |                               |
|               |                     |     |                               |
| 22-10         | Homel' – Istanbul   | 2-3 | 17-25 21-25 25-21 25-23 11-15 |
| 22-10         | Salo – Zagabria     | 3-0 | 25-19 25-21 25-18             |
| 23-10         | Homel' – Salo       | 3-2 | 26-24 15-25 15-25 25-23 15-11 |
| 23-10         | Istanbul – Zagabria | 3-0 | 25-17 25-22 25-16             |
| 24-10         | Salo – Istanbul     | 0-3 | 18-25 18-25 24-26             |
| 24-10         | Zagabria – Homel'   | 0-3 | 15-25 22-25 19-25             |

| Tournament #5 |                       |     |                               |
|               |                       |     |                               |
| 22-10         | Ginevra – Belgrado    | 3-2 | 25-21 18-25 15-25 25-22 15-7  |
| 22-10         | Bratislava – Tiraspol | 3-0 | 25-15 25-15 25-16             |
| 23-10         | Tiraspol – Belgrado   | 0-3 | 14-25 20-25 16-25             |
| 23-10         | Bratislava – Ginevra  | 3-0 | 25-18 25-18 25-19             |
| 24-10         | Ginevra – Tiraspol    | 3-1 | 20-25 25-18 25-17 25-20       |
| 24-10         | Belgrado – Bratislava | 3-2 | 22-25 26-24 25-18 19-25 15-12 |

| Tournament #6 |                     |     |                               |
|               |                     |     |                               |
| 22-10         | Skopje – Olympiakos | 0-3 | 19-25 15-25 12-25             |
| 22-10         | Brčko – Pafos       | 3-1 | 25-17 25-21 19-25 25-18       |
| 23-10         | Pafos – Olympiakos  | 0-3 | 19-25 21-25 16-25             |
| 23-10         | Brčko – Skopje      | 2-3 | 25-23 25-19 20-25 18-25 13-15 |
| 24-10         | Olympiakos – Brčko  | 3-0 | 25-22 25-13 25-22             |
| 24-10         | Skopje – Pafos      | 1-3 | 25-18 22-25 21-25 23-25       |

| Tournament #7 |                  |     |                              |
|               |                  |     |                              |
| 22-10         | Baku – Ankara    | 0-3 | 20-25 17-25 16-25            |
| 22-10         | Tirana – Mahilëŭ | 2-3 | 20-25 25-22 19-25 25-21 8-15 |
| 23-10         | Mahilëŭ – Ankara | 0-3 | 23-25 17-25 22-25            |
| 23-10         | Tirana – Baku    | 3-0 | 25-13 25-19 25-19            |
| 24-10         | Baku – Mahilëŭ   | 0-3 | 22-25 19-25 22-25            |
| 24-10         | Ankara – Tirana  | 3-0 | 25-20 25-22 25-17            |

### Classifiche
| Tournament #1 | Tournament #1              | Tournament #1 | Partite | Partite | Set | Set | Set  | Punti Set | Punti Set | Punti Set |
| #             | Squadra                    | Pt            | V       | P       | V   | P   | Qz   | V         | P         | Qz        |
| ------------- | -------------------------- | ------------- | ------- | ------- | --- | --- | ---- | --------- | --------- | --------- |
| 1             | Ortec Nesselande Rotterdam | 6             | 3       | 0       | 9   | 1   | 9,00 | 247       | 180       | 1,37      |
| 2             | Itas Diatec Trentino       | 5             | 2       | 1       | 7   | 3   | 2,33 | 231       | 202       | 1,14      |
| 3             | Anorthosis Famagusta       | 4             | 1       | 2       | 3   | 6   | 0,50 | 179       | 207       | 0,86      |
| 4             | Strassen                   | 3             | 0       | 3       | 0   | 9   | 0,00 | 157       | 225       | 0,70      |

| Tournament #2 | Tournament #2    | Tournament #2 | Partite | Partite | Set | Set | Set  | Punti Set | Punti Set | Punti Set |
| #             | Squadra          | Pt            | V       | P       | V   | P   | Qz   | V         | P         | Qz        |
| ------------- | ---------------- | ------------- | ------- | ------- | --- | --- | ---- | --------- | --------- | --------- |
| 1             | Omniworld Almere | 6             | 3       | 0       | 9   | 0   | -    | 225       | 178       | 1,26      |
| 2             | Par-Ky Menen     | 5             | 2       | 1       | 6   | 5   | 1,20 | 247       | 218       | 1,13      |
| 3             | OK Varaždin      | 4             | 1       | 2       | 5   | 6   | 0,83 | 230       | 242       | 0,95      |
| 4             | Aalborg HIK      | 3             | 0       | 3       | 0   | 9   | 0,00 | 164       | 228       | 0,72      |

| Tournament #3 | Tournament #3         | Tournament #3 | Partite | Partite | Set | Set | Set  | Punti Set | Punti Set | Punti Set |
| #             | Squadra               | Pt            | V       | P       | V   | P   | Qz   | V         | P         | Qz        |
| ------------- | --------------------- | ------------- | ------- | ------- | --- | --- | ---- | --------- | --------- | --------- |
| 1             | Dukla Liberec         | 6             | 3       | 0       | 9   | 0   | -    | 226       | 91        | 2,48      |
| 2             | Speranta-USM Kishinev | 5             | 2       | 1       | 6   | 3   | 2,00 | 193       | 134       | 1,44      |
| 3             | Kometa Kaposvár       | 4             | 1       | 2       | 3   | 6   | 0,50 | 182       | 151       | 1,21      |
| 4             | Vitória Sport Clube   | 3             | 0       | 3       | 0   | 9   | 0,00 | 0         | 225       | 0,00      |

| Tournament #4 | Tournament #4            | Tournament #4 | Partite | Partite | Set | Set | Set  | Punti Set | Punti Set | Punti Set |
| #             | Squadra                  | Pt            | V       | P       | V   | P   | Qz   | V         | P         | Qz        |
| ------------- | ------------------------ | ------------- | ------- | ------- | --- | --- | ---- | --------- | --------- | --------- |
| 1             | Petrom Ploiesti          | 6             | 3       | 0       | 9   | 2   | 4,50 | 263       | 236       | 1,11      |
| 2             | Jurydyčna akademija      | 5             | 2       | 1       | 8   | 5   | 1,60 | 288       | 258       | 1,12      |
| 3             | Poliurs/Biolar Ozolnieki | 4             | 1       | 2       | 5   | 6   | 0,83 | 237       | 251       | 0,94      |
| 4             | Kakanj Kakanj            | 3             | 0       | 3       | 0   | 9   | 0,00 | 197       | 240       | 0,82      |

| Tournament #5 | Tournament #5       | Tournament #5 | Partite | Partite | Set | Set | Set  | Punti Set | Punti Set | Punti Set |
| #             | Squadra             | Pt            | V       | P       | V   | P   | Qz   | V         | P         | Qz        |
| ------------- | ------------------- | ------------- | ------- | ------- | --- | --- | ---- | --------- | --------- | --------- |
| 1             | Fenerbahçe Istanbul | 6             | 3       | 0       | 9   | 2   | 4,50 | 260       | 214       | 1,21      |
| 2             | GVC Gomel           | 5             | 2       | 1       | 8   | 5   | 1,60 | 270       | 273       | 0,99      |
| 3             | Piivolley Salo      | 4             | 1       | 2       | 5   | 6   | 0,83 | 243       | 230       | 1,06      |
| 4             | HAOK Mladost        | 3             | 0       | 3       | 0   | 9   | 0,00 | 169       | 225       | 0,75      |

| Tournament #6 | Tournament #6         | Tournament #6 | Partite | Partite | Set | Set | Set  | Punti Set | Punti Set | Punti Set |
| #             | Squadra               | Pt            | V       | P       | V   | P   | Qz   | V         | P         | Qz        |
| ------------- | --------------------- | ------------- | ------- | ------- | --- | --- | ---- | --------- | --------- | --------- |
| 1             | VKP Bratislava        | 5             | 2       | 1       | 8   | 3   | 2,67 | 254       | 208       | 1,22      |
| 2             | Crvena Zvezda Beograd | 5             | 2       | 1       | 8   | 5   | 1,60 | 282       | 252       | 1,12      |
| 3             | Chênois Geneve        | 5             | 2       | 1       | 6   | 6   | 1,00 | 248       | 255       | 0,97      |
| 4             | Dinamo Tiraspol       | 3             | 0       | 3       | 1   | 9   | 0,11 | 176       | 245       | 0,72      |

| Tournament #7 | Tournament #7             | Tournament #7 | Partite | Partite | Set | Set | Set  | Punti Set | Punti Set | Punti Set |
| #             | Squadra                   | Pt            | V       | P       | V   | P   | Qz   | V         | P         | Qz        |
| ------------- | ------------------------- | ------------- | ------- | ------- | --- | --- | ---- | --------- | --------- | --------- |
| 1             | Olympiakos                | 6             | 3       | 0       | 9   | 0   | -    | 225       | 159       | 1,42      |
| 2             | Brčko Brčko               | 4             | 1       | 2       | 5   | 7   | 0,71 | 252       | 263       | 0,96      |
| 3             | Pafiakos Pafos            | 4             | 1       | 2       | 4   | 7   | 0,57 | 230       | 260       | 0,88      |
| 4             | Rabotnicki Fersped Skopje | 4             | 1       | 2       | 4   | 8   | 0,50 | 244       | 269       | 0,91      |

| Tournament #8 | Tournament #8        | Tournament #8 | Partite | Partite | Set | Set | Set  | Punti Set | Punti Set | Punti Set |
| #             | Squadra              | Pt            | V       | P       | V   | P   | Qz   | V         | P         | Qz        |
| ------------- | -------------------- | ------------- | ------- | ------- | --- | --- | ---- | --------- | --------- | --------- |
| 1             | Ziraat Bankası       | 6             | 3       | 0       | 9   | 0   | -    | 225       | 174       | 1,29      |
| 2             | Technopribor Mogilev | 5             | 2       | 1       | 6   | 5   | 1,20 | 245       | 235       | 1,04      |
| 3             | Studenti Tirana      | 4             | 1       | 2       | 5   | 6   | 0,83 | 231       | 234       | 0,99      |
| 4             | Azerneft Baku        | 3             | 0       | 3       | 0   | 9   | 0,00 | 167       | 225       | 0,74      |

## Maine Phase - Fase a gironi

### Risultati
| Pool A |                       |     |                               |
|        |                       |     |                               |
| 10-11  | Nafels – Olympiakos   | 0-3 | 20-25 21-25 20-25             |
| 10-11  | Istanbul – Sostanj    | 3-1 | 25-13 23-25 25-22 25-16       |
| 17-11  | Sostanj – Nafels      | 3-1 | 25-22 29-27 22-25 25-22       |
| 17-11  | Olympiakos – Istanbul | 3-0 | 25-21 30-28 25-18             |
| 24-11  | Nafels – Istanbul     | 2-3 | 25-18 23-25 18-25 25-23 14-16 |
| 24-11  | Olympiakos – Sostanj  | 3-0 | 25-23 25-19 25-16             |
| 02-12  | Sostanj – Olympiakos  | 0-3 | 22-25 19-25 18-25             |
| 01-12  | Istanbul – Nafels     | 3-1 | 25-23 25-22 15-25 25-21       |
| 08-12  | Istanbul – Olympiakos | 1-3 | 28-30 22-25 26-24 21-25       |
| 08-12  | Nafels – Sostanj      | 3-1 | 34-32 25-17 24-26 25-17       |
| 15-12  | Sostanj – Istanbul    | 3-0 | 25-22 25-17 25-23             |
| 15-12  | Olympiakos – Nafels   | 3-0 | 25-15 25-18 25-22             |

| Pool B |                                 |     |                              |
|        |                                 |     |                              |
| 10-11  | Kazincbarcika – Almere          | 0-3 | 24-26 20-25 19-25            |
| 10-11  | Castelo da Maia – Bratislava    | 3-0 | 25-22 25-18 25-22            |
| 17-11  | Bratislava – Kazincbarcika      | 3-1 | 25-22 25-19 25-27 25-20      |
| 16-11  | Almere – Castelo da Maia        | 3-0 | 28-26 25-21 27-25            |
| 24-11  | Kazincbarcika – Castelo da Maia | 2-3 | 25-21 19-25 19-25 25-22 9-15 |
| 24-11  | Almere – Bratislava             | 3-1 | 25-14 23-25 25-23 25-19      |
| 30-11  | Bratislava – Almere             | 2-3 | 18-25 19-25 25-21 25-21 9-15 |
| 01-12  | Castelo da Maia – Kazincbarcika | 3-0 | 25-20 25-22 25-17            |
| 08-12  | Castelo da Maia – Almere        | 1-3 | 24-26 25-20 16-25 21-25      |
| 08-12  | Kazincbarcika – Bratislava      | 3-2 | 25-21 20-25 23-25 25-18 15-9 |
| 15-12  | Bratislava – Castelo da Maia    | 3-1 | 23-25 25-21 25-21 25-21      |
| 15-12  | Almere – Kazincbarcika          | 3-1 | 25-17 21-25 25-18 25-16      |

| Pool C |                      |     |                         |
|        |                      |     |                         |
| 10-11  | Kladno – Dupnitza    | 3-0 | 25-22 25-15 25-21       |
| 09-11  | Rotterdam – Ploiesti | 3-0 | 25-21 25-19 25-15       |
| 17-11  | Ploiesti – Kladno    | 3-0 | 25-21 25-20 25-23       |
| 17-11  | Dupnitza – Rotterdam | 1-3 | 27-29 25-19 19-25 21-25 |
| 24-11  | Kladno – Rotterdam   | 3-0 | 30-28 25-20 25-19       |
| 23-11  | Dupnitza – Ploiesti  | 3-0 | 25-23 25-22 25-22       |
| 01-12  | Ploiesti – Dupnitza  | 3-1 | 25-12 25-19 21-25 25-9  |
| 30-11  | Rotterdam – Kladno   | 3-0 | 25-22 26-24 25-20       |
| 16-11  | Rotterdam – Dupnitza | 3-0 | 25-23 29-27 25-9        |
| 08-12  | Kladno – Ploiesti    | 3-0 | 25-23 25-21 25-17       |
| 15-12  | Ploiesti – Rotterdam | 1-3 | 21-25 21-25 25-23 18-25 |
| 15-12  | Dupnitza – Kladno    | 1-3 | 19-25 25-20 22-25 18-25 |

| Pool D |                    |     |                               |
|        |                    |     |                               |
| 10-11  | Tulcea – Ankara    | 3-2 | 25-20 30-28 13-25 13-25 15-10 |
| 10-11  | Tenerife – Liberec | 3-2 | 25-22 23-25 31-33 25-19 15-8  |
| 17-11  | Liberec – Tulcea   | 3-0 | 25-17 25-16 25-23             |
| 17-11  | Ankara – Tenerife  | 3-1 | 25-22 25-23 26-28 25-19       |
| 24-11  | Tulcea – Tenerife  | 3-1 | 25-23 25-21 20-25 25-22       |
| 24-11  | Ankara – Liberec   | 3-1 | 20-25 25-15 25-20 25-16       |
| 01-12  | Liberec – Ankara   | 3-0 | 25-22 25-22 25-20             |
| 01-12  | Tenerife – Tulcea  | 3-0 | 25-17 25-23 25-16             |
| 09-12  | Tenerife – Ankara  | 3-1 | 23-25 25-14 27-25 25-15       |
| 08-12  | Tulcea – Liberec   | 1-3 | 19-25 23-25 25-22 20-25       |
| 15-12  | Liberec – Tenerife | 3-1 | 25-22 26-28 25-19 25-20       |
| 15-12  | Ankara – Tulcea    | 3-0 | 25-15 25-19 25-20             |

### Classifiche
| Pool A | Pool A               | Pool A | Partite | Partite | Set | Set | Set   | Punti Set | Punti Set | Punti Set |
| #      | Squadra              | Pt     | V       | P       | V   | P   | Qz    | V         | P         | Qz        |
| ------ | -------------------- | ------ | ------- | ------- | --- | --- | ----- | --------- | --------- | --------- |
| 1      | Olympiakos           | 12     | 6       | 0       | 18  | 1   | 18,00 | 184       | 397       | 1,22      |
| 2      | Fenerbahçe Istanbul  | 9      | 3       | 3       | 10  | 13  | 0,77  | 521       | 531       | 0,98      |
| 3      | Šoštanj Topolsica    | 8      | 2       | 4       | 8   | 13  | 0,62  | 461       | 514       | 0,90      |
| 4      | Concordia MTV Näfels | 7      | 1       | 5       | 7   | 16  | 0,44  | 516       | 540       | 0,96      |

| Pool B | Pool B                | Pool B | Partite | Partite | Set | Set | Set  | Punti Set | Punti Set | Punti Set |
| #      | Squadra               | Pt     | V       | P       | V   | P   | Qz   | V         | P         | Qz        |
| ------ | --------------------- | ------ | ------- | ------- | --- | --- | ---- | --------- | --------- | --------- |
| 1      | Omniworld Almere      | 12     | 6       | 0       | 18  | 5   | 3,60 | 553       | 474       | 1,17      |
| 2      | Castêlo da Maia GC    | 9      | 3       | 3       | 11  | 11  | 1,00 | 504       | 492       | 1,02      |
| 3      | VKP Bratislava        | 8      | 2       | 4       | 11  | 14  | 0,79 | 535       | 564       | 0,95      |
| 4      | Vegyesz Kazincbarcika | 7      | 1       | 5       | 7   | 17  | 0,41 | 491       | 553       | 0,89      |

| Pool C | Pool C                      | Pool C | Partite | Partite | Set | Set | Set  | Punti Set | Punti Set | Punti Set |
| #      | Squadra                     | Pt     | V       | P       | V   | P   | Qz   | V         | P         | Qz        |
| ------ | --------------------------- | ------ | ------- | ------- | --- | --- | ---- | --------- | --------- | --------- |
| 1      | Ortec Nesselande Rotterdam  | 11     | 5       | 1       | 15  | 5   | 3,00 | 493       | 437       | 1,13      |
| 2      | VK Kladno                   | 10     | 4       | 2       | 12  | 7   | 1,71 | 455       | 421       | 1,08      |
| 3      | Petrom Ploiesti             | 8      | 2       | 4       | 7   | 13  | 0,54 | 439       | 452       | 0,97      |
| 4      | Marek Union Ivkoni Dupnitza | 7      | 1       | 5       | 6   | 15  | 0,40 | 433       | 510       | 0,85      |

| Poule D | Poule D          | Poule D | Partite | Partite | Set | Set | Set  | Punti Set | Punti Set | Punti Set |
| #       | Squadra          | Pt      | V       | P       | V   | P   | Qz   | V         | P         | Qz        |
| ------- | ---------------- | ------- | ------- | ------- | --- | --- | ---- | --------- | --------- | --------- |
| 1       | Dukla Liberec    | 10      | 4       | 2       | 15  | 8   | 1,87 | 531       | 510       | 1,04      |
| 2       | Ziraat Bankası   | 9       | 3       | 3       | 12  | 11  | 1,09 | 522       | 493       | 1,06      |
| 3       | Arona Tenerife   | 9       | 3       | 3       | 12  | 12  | 1,00 | 566       | 539       | 1,05      |
| 4       | Deltacons Tulcea | 8       | 2       | 4       | 7   | 15  | 0,47 | 444       | 521       | 0,85      |

## Quarti di finale
| Andata |                             |     |                               |
|        |                             |     |                               |
| 04-01  | Rotterdam – Castelo da Maia | 3-1 | 25-18 31-33 25-22 25-20       |
| 06-01  | Kladno - Almere             | 2-3 | 25-23 23-25 25-27 25-17 12-15 |
| 05-01  | Liberec – Istanbul          | 3-0 | 25-17 25-21 25-23             |
| 05-01  | Olympiakos - Ankara         | 3-0 | 25-20 27-25 25-23             |

| Ritorno |                             |     |                         |
|         |                             |     |                         |
| 12-01   | Castelo da Maia – Rotterdam | 0-3 | 23-25 21-25 22-25       |
| 12-01   | Almere – Kladno             | 3-1 | 22-25 25-22 25-21 25-13 |
| 12-01   | Istanbul – Liberec          | 0-3 | 23-25 23-25 19-25       |
| 12-01   | Ankara – Olympiakos         | 0-3 | 22-25 21-25 24-26       |

## Final Four
La Final Four si è disputata a Pireo.
Gli accoppiamenti della Final Four, stabiliti dal regolamento CEV, prevedono che in caso di qualificazione di due squadre della stessa nazione, queste si incontrino in semifinale. Nel caso, invece, della presenza di squadre di nazioni diverse, verrà effettuato un nuovo sorteggio.
|  | Semifinali                 | Semifinali                 | Semifinali |            |                            | Finale                     | Finale             | Finale             |  |
|  |                            |                            |            |            |                            |                            |                    |                    |  |
|  | Ortec Nesselande Rotterdam | Ortec Nesselande Rotterdam | 3          |            |                            |                            |                    |                    |  |
|  | Ortec Nesselande Rotterdam | Ortec Nesselande Rotterdam | 3          |            |                            |                            |                    |                    |  |
|  | Omniworld Almere           | Omniworld Almere           | 0          |            |                            |                            |                    |                    |  |
|  | Omniworld Almere           | Omniworld Almere           | 0          |            | Ortec Nesselande Rotterdam | Ortec Nesselande Rotterdam | 0                  |                    |  |
|  |                            |                            |            |            | Ortec Nesselande Rotterdam | Ortec Nesselande Rotterdam | 0                  |                    |  |
|  |                            |                            | Olympiakos | Olympiakos | 3                          |                            |                    |                    |  |
|  | Dukla Liberec              | Dukla Liberec              | Olympiakos | Olympiakos | 3                          | 0                          |                    |                    |  |
|  | Dukla Liberec              | Dukla Liberec              |            |            |                            | 0                          |                    |                    |  |
|  | Olympiakos                 | Olympiakos                 | 3          |            |                            | Finale 3º/4º posto         | Finale 3º/4º posto | Finale 3º/4º posto |  |
|  | Olympiakos                 | Olympiakos                 | 3          |            |                            |                            |                    |                    |  |
|  |                            |                            |            |            |                            |                            |                    |                    |  |
|  |                            |                            |            |            |                            | Omniworld Almere           | Omniworld Almere   | 2                  |  |
|  |                            |                            |            |            |                            | Omniworld Almere           | Omniworld Almere   | 2                  |  |
|  |                            |                            |            |            |                            | Dukla Liberec              | Dukla Liberec      | 3                  |  |

| Semifinali |                      |     |                   |
|            |                      |     |                   |
| 11-03      | Rotterdam – Almere   | 3-0 | 25-19 25-20 25-23 |
| 11-03      | Liberec – Olympiakos | 0-3 | 22-25 17-25 20-25 |

| Finale 3º/4º posto |                  |     |                              |
|                    |                  |     |                              |
| 12-03              | Almere – Liberec | 2-3 | 20-25 27-25 25-20 17-25 6-15 |

| Finale |                        |     |                   |
|        |                        |     |                   |
| 12-03  | Rotterdam – Olympiakos | 0-3 | 23-25 18-25 23-25 |

## Premi individuali
| Premio                | Giocatore                   | Squadra    |
| --------------------- | --------------------------- | ---------- |
| MVP                   | Marcos Milinković           | Olympiakos |
| Miglior realizzatore  | Kay van Dijk                | Omniworld  |
| Miglior attaccante    | Kay van Dijk                | Omniworld  |
| Miglior muro          | Kōnstantinos Christofidelīs | Olympiakos |
| Miglior servizio      | Marcos Milinković           | Olympiakos |
| Miglior palleggiatore | Vasilīs Kournetas           | Olympiakos |
| Migliore ricevitore   | Kōnstantinos Christofidelīs | Olympiakos |
| Miglior libero        | Joost Van der Hoek          | Nesselande |